# Sbarro GT1
La Sbarro GT1 è un'autovettura sportiva realizzata dal designer Italiano Franco Sbarro nel 1999.

## Sviluppo
La vettura è stata costruita per commemorare la vittoria della Mercedes-Benz alla 24 Ore di Le Mans avvenuta nel 1989.

## Tecnica
Come propulsore è stato impiegato un propulsore Mercedes-Benz V8 che erogava la potenza di 450 cv con coppia di 490 Nm. Ciò permetteva alla vettura di accelerare da 0 a 100 km/h in 4,9 secondi, con velocità massima di 325 km/h. La gestione del motore era affidata ad un cambio manuale ZF a 5 rapporti. Il telaio impiegato era in configurazione dual frame. Tale sistema, brevettato da Sbarro nel 1991, proponeva l'uso di un doppio telaio in cui il motore veniva posto come elemento portante. Il corpo vettura realizzato in materiale compositi veniva ancorato ai telai per mezzo di tre blocchi di gomma e acciaio. Gli pneumatici erano di origine Michelin e avvolgevano cerchioni Anteras da 18 e 19". L'impianto frenante era costituito da freni a disco ventilati a quattro pistoncini. Il design frontale della GT1 è stato studiato per creare deportanza sul cofano motore e convogliare l'aria verso i freni per raffreddarli. Negli interni i sedili sono stati saldati al telaio e sono stati costruiti con l'Alcantara, mentre la pedaliera, per risparmiare peso, è stata realizzata in alluminio.

## Evoluzione
Nel 2000 è stata presentata una versione aggiornata della GT1. Denominata GT12, impiegava un nuovo propulsore V12 da 500 cv di potenza. L'alettone posteriore è stato sostituito con una versione regolabile in 15 posizioni diverse a seconda del percorso su cui doveva viaggiare la vettura. L'accelerazione avveniva da 0 a 100 km/h in 4,5 secondi, con velocità massima di 300 km/h.